# Igre lakote: Kruto maščevanje
Igre lakote: Kruto maščevanje (v izvirniku angleško The Hunger Games: Catching Fire) je ameriški znanstvenofantastični pustolovski film iz leta 2013, posnet po distopičnem romanu Suzanne Collins, Kruto maščevanje. Film je nadaljevanje Iger lakot: Arena smrti in drugi del filmske serije Iger lakote, ki sta ga producirala Nina Jacobson in Jon Kilik skupaj z Lionsgatom. Francis Lawrence je režiral film po scenariju, ki sta ga napisala Simon Beaufoy in Michael Arndt. Igralski zasedbi predhodnika so se pridružili še Philip Seymour Hoffman, Jeffrey Wright, Jena Malone, Sam Claflin, Lynn Cohen, Amanda Plummer, Alan Ritchson in Meta Golding.
Zgodba Krutega maščevanja se odvija nekaj mesecev po prejšnjem delu; Katniss Everdeen se je varno vrnila domov po zmagi na 74. Igrah lakote skupaj s Peetom Mellarkom. Skozi zgodbo Katniss zazna, da zatiralski Kapitol poskuša zadušiti upor v okrožjih. Snemanje filma se je začelo 10. septembra 2012 v Atlanti v Georgii, nato pa se je preselilo na Havaje.
Igre lakote: Kruto maščevanje je izšel 15. novembra 2013 v Braziliji, 20. novembra na Finskem, Švedskem in Norveškem, 21. novembra v Združenem kraljestvu in 22. novembra v ZDA. Film je zaslužil več kot 864 milijonov dolarjev po vsem svetu, kar je trenutno največji dobiček v seriji Iger lakote.
Kruto maščevanje je dobilo pozitivne ocene in med kritiki splošno velja, da je ta film boljši kot njegov predhodnik in pohvala je šla tudi njegovemu režiserju Francisu Lawrencu. Film je dobil tudi veliko nagrad in nominacij.
Nadaljevanje tega filma, Igre lakote: Upor, 1. del, je izšel 21. novembra 2014 v ZDA, drugi del pa bo po predvidoma izšel 20. novembra 2015.

## Zgodba
Po zmagi na 74. igrah lakote sta se Katniss Everdeen in Peeta Mellark vrnila domov, kjer je Katniss začela trpeti za PTSM. Predsednik Snow je obiskal Katniss na domu. Z njo je naredil sporazum, da si ne bosta lagala in ji pojasnil, da so njeni dejanja v Igrah navdihnila upore po okrožjih. Naroči ji tudi, naj prihajajočo zmagovalno turnejo uporabi v namen, da prepriča vsakogar, da so bila njena dejanja iz prave ljubezni do Peete in ne iz upora proti Kapitolu.
Ko se začne turneja, jo Haymitch Abernathy, mentor nje in Peete Mellarka opozori, da se mora "predstava" razmerja med njo in Peeto nadaljevati do konca njunega življenja. Katniss predlaga javno zaroko, ki je objavi in čestita Snow v svojem dvorcu v Kapitolu.
Po vrnitvi domov Katniss opozori svojega prijatelja Gala Hawthorna o grožnji Snowa, da bo ubil obe njuni družini. Redarji ostro ukrepajo proti 12. okrožju in Gale je javno bičan po napadu na glavnega redarja Romulusa Threada. Snow napove, da bodo v prihajajočih 75. Igrah lakote ob tretjem četrtstoletju zatrtja tributi izbrani izmed prejšnjih zmagovalcev. Katniss takoj želi, da Peeta ostane živ in zato novači Haymitcha za pomoč, Na žrebanju potegne Effie Trinket Katnissovo in Haymitchovo ime, vendar se Peeta prostovoljno javi in zavzame Haymitchovo mesto.
Med pripravljanjem na Igre Haymitch razkrije, da so vsi tributi jezni, da so se vrnili v Igre in svetuje nejevoljni Katniss, naj si naredi zaveznike. Na intervjuju pred Igrami se Katniss pojavi v svoji poročni obleki, kot ji je to naročil predsednik Snow, vendar jo njen stilist Cinna preoblikuje v upodobitev oponašoje, ki je simbol upora. Medtem pa Peeta v intervjuju oznani, da s Katniss pričakujeta otroka, kar povzroči ogorčenje in občinstvo prebivalcev Kapitola začne kričati, naj prekinijo Igre, vendar neuspešno. Tik preden Katniss vstopi v areno, Cinno hudo pretepejo redarji kot kazen za obleko in ga odvlečejo stran, medtem ko Katniss gleda nemočno.
V Igrah postane Katniss zaveznica s Finnickom Odairom in starejšo Mags iz 4. okrožja. Zunanje magnetno polje arene strese Peeto, da mu preneha biti srce, dokler ga ne oživi Finnick. Skupina beži pred strupeno meglo in Mags se žrtvuje, da bi preprečila njihovo upočasnjevanje. Ko jih napadejo opice, je Peeta nepričakovano rešila tributka iz 6. okrožja. Potem zbežijo na plažo, kjer se skupina sreča z Wiress in Beetee iz 3. okrožja ter Johanno Mason iz 7. okrožja. Wiress odkrije, da je arena oblikovana kot ura z rednimi nevarnostmi vsako uro, vendar je kmalu ubita v bitki, medtem ko Katniss in Johanna ubijeta Cashmerja in Gloss, brata in sestro iz 1. okrožja.
Beetee predlaga, da uporabijo enega od nevarnosti, drevo, v katero udari strela na vsake 12 ur in zvitek žice, da bi ubili ostale tribute. Skupina se loči, da bi pripravili past, vendar ko je sama, Johanna nenadoma udari Katniss po glavi, jo omami in ji neopazno odreže sledilnik iz lakti. Ko se Katniss vrne k drevesu, tam najde nezavestnega Beeteeja. Ko ni mogla najti Peeto, je Katniss skoraj napadla Finnicka, vendar jo je on opomnil "kdo je pravi sovražnik", kot ji je Haymitch svetoval pred Igrami. Katniss priveže ostanek žice na svojo puščico in ko udari strela, jo izstreli v magnetno polje, kar povzroči izpad električne energije, ki povzroči padec kupole magnetnega polja in tudi nadzor Kapitola.
Katniss se prebudi v letalu, kjer najde Haymitcha, Beeteeja, Finnicka in Plutarcha Heavensbeeja, vodjo Iger, ki je, kot se razkrije, uprnik proti Snowu. Pove ji, da so zavezani na 13. okrožje, sedež novega upora in da se je polovica tributov zavedala načrta za pobeg s Katniss, kot simbol vse večjega upora. Niso bili zmožni rešiti Peete in Johanne, ki ju je vzela Kapitol. Pretresena Katniss je bila omamljena po napadu na Haymitcha. Kasneje se zbudi in najde Gala na svoji strani, ki jo prepriča, da je njena družina varna, vendar je tudi pove, da je Kapitol uničil 12. okrožje.

## Igralska zasedba
- Jennifer Lawrence kot Katniss Everdeen
- Josh Hutcherson kot Peeta Mellark
- Liam Hemsworth kot Gale Hawthorne
- Woody Harrelson kot Haymitch Abernathy
- Elizabeth Banks kot Effie Trinket
- Lenny Kravitz kot Cinna
- Philip Seymour Hoffman kot Plutarch Heavensbee
- Jeffrey Wright kot Beetee Latier
- Stanley Tucci kot Caesar Flickerman
- Donald Sutherland kot President Snow
- Toby Jones kot Claudius Templesmith
- Willow Shields kot Primrose Everdeen
- Sam Claflin kot Finnick Odair
- Lynn Cohen kot Mags
- Jena Malone kot Johanna Mason
- Amanda Plummer kot Wiress

## Produkcija

### Pre-produkcija
Lionsgate je napovadal, da bo filmska priredba krutega maščevanja izšla kot Igre lakote: Kruto maščevanje 22. novembra 2013 kot nadaljevanje Igre lakote: Arena Smrti. Simon Beaufoy, ki so ga najeli, da napiše scenarij, je napisal dva osnutka preden se je Gary Ross odločil, da ne bo režiral filma. Časovni okvir snemanja filma je bil usklajen med Lionsgatom in 20th Century Fox, da bi imela Jennifer Lawrence dovolj časa posneti januarja 2013 Možje X: Dnevi prihodnje preteklosti, nadaljevanje Foxovega filma Možje X: Prvi razred.
10. aprila 2012 je bilo objavljeno, da se Gary Ross, režiser Igre lakote: Arena smrti, ne bo vrnil zaradi "tesnega" in "opremljenega" urnika. Za novega režiserja filma se je izbiralo med Bennettom Millerjem, Joejem Cornishpm, Francisom Lawrencom in Juanom Antoniom Bayono. 19. aprila 2012 je bilo objavljeno, da je Francis Lawrence dobil ponudbo za režiserja filma. Po virih naj bi film moral biti posnet do decembra 2012, da bi se to prilagajalo urniku Jennifer Lawrence. Ko je Možje X: Dnevi prihodnje preteklosti izgubila svojega prvotnega režiserja, je bilo snemanje filma odloženo do aprila 2013, Jennifer Lawrence ni bilo več potrebno snemati januarje 2013 in časovno obdobje snemanja za Igre lakote: Kruto maščevanje je bilo podaljšano do marca (vključno s številnimi odmori in zaradi praznikov in sezone nagrad). 3. maja 2012 je Lionsgate uradno objavil, da je novi režiser filma Francis Lawrence. Dva dneva kasneje je bilo poročano, da naj bi Michael Arndt (Svet igrač 3, Naša mala mis) ponovno napisal scenarij za Kruto maščevanje. 24. maja 2012 je bil film preimenovan v Igre lakote: Kruto maščevanje in Arndt je bil potrjen kot novi pisec scenarija. 

### Izbiranje igralske zasedbe
Julija 2012 je bilo napovedano, da bo Jena Malone upodobila Johanno Mason, Amanda Plummer Wiress in Philip Seymour Hoffman Plutarcha Heavensbeeja.
Po tem je bilo avgusta 2012 napovedano, da bo Lynn Cohen upodobila Mags. 9. avgusta 2012 je Alan Ritchson dobil vlogo Glossa, 22. novembra pa je Sam Claflin dobil vlogo Finnicka Odaira in 7. septembra je Jeffrey Wright dobil vlogo Beeteeja.

### Snemanje
Lawrence, Hutcherson in Hemsworth so si za film ponovno pobarvali lase. Lawrence je šla na usposabljanje v lokostrelstvu, da bi ponovno dobila formo za vlogo. medtem ko so se stranski igralci obvezali za usposabljanje v okviru priprav za prizore v areni.
Produkcija se je uradno začela 10. septembra 2012 in končalo za nekatere igralce 21. decembra 2012. Za nekatere glavne igralce se je snemanje nadaljevalo po božičnih počitnicah za dva tedna sredi januarja in je bilo odloženo v času sezone nagrad. Snemanje se je nadaljevalo in končalo marca 2013. Na začetku začetku se je film snemal okoli metropolitanske Atlante in potem na Havajih, da bi posneli arenske prizore. Igralci ostali sodelujoči pri filmu so imeli natrpan urnik ter so delali šest dni po 14 ur. Josh Hutcherson je v intervjuju z MTV-jem potrdil, da se za scene v filmu uporabljajo kamere IMAX s trditvijo, "Mislim da oni snemajo vse stvari v areni z IMAX". 
31. januarja in 1. februarja sta Jennifer Lawrence in Liam Hemsworth v Ringwoodu v New Jerseyu snemala scene s snegom v 12. okrožju. Jennifer Lawrence je potrdila, da bo 25. februarja, na dan po podelitvi oskarjev, letela skupaj s Calfilnom in Hutchersonom na Havaje na snemanje zadnjih devetih dni snemanja.
Konec marca se je snemanje odvijalo v Universal Studios, kjer je bilo ohranjeno zelo skrivnostno. Priče so pričale o stolpih in ograjah na prizoriščih. Verjelo se je, da ni nobeden od glavne igralske zasedba bil na prizorišču. Ponovno snemanje je bilo načrtovano za 13. april v Atlanti. Bazni tabor je ustanovil v izvršnem parku na North Druid Hills Road in snemanje se je odvilo tudi v Goat Farm Arts Center.

### Kostumi
Sarah Burton, modna oblikovalka britanske modne hiše Alexander McQueen, je dala kose kolekcije McQueen kostumografinji Trish Summerville. Summerville je sodelovala z indonezijskim oblikovalcem Texom Saveriom, ko je oblikovala Katnissino poročno obleko za intervju ob tretjini četrtstoletja zatrtja. 

## Glasba

### Soundtrack
Naslov albuma s filmsko glasbo je The Hunger Games: Catching Fire – Original Motion Picture Soundtrack. Britanski pevec Ed Sheeran je posnel tri pesmi za soundtrack, vendar je Lionsgate zavrnil njegovo ponudbo. 14. maja 2013 je Alexandra Patsavas postala glasbeni nadzornik in s tem zamenjala T Bona Burnetta iz prvega filma. Coldplay so bili objavljeni kot prvi izvajalci na albumu Krutega maščevanja s pesmijo »Atlas«, ki je izšla 6. septembra 2013. Christina Aguilera je oznanila, da bo njena pesem »We Remain« del uradnega soundtracka filma. Drugi izvajalci na soundtracku so Of Monsters and Men z »Silhouettes«, Sia, The Weeknd & Diplo z »Elastic Heart«, The National z »Lean«, The Weeknd z »Devil May Cry«, Imagine Dragons z »Who We Are«, Lorde z »Everybody Wants to Rule the World«, The Lumineers z »Gale Song«, Ellie Goulding z »Mirror«, Patti Smith z »Capitol Letter«, Santigold z »Shooting Arrows at the Sky«, Mikky Ekko z »Place for Us«, Phantogram z »Lights« in Anthony and the Johnsons z »Angel on Fire«.
| Standardna izdaja | Standardna izdaja                   | Standardna izdaja | Standardna izdaja        | Standardna izdaja |
| Št.               | Naslov                              | Pisec | Izvajalci                | Dolžina           |
| ----------------- | ----------------------------------- | --- | ------------------------ | ----------------- |
| 1.                | „Atlas‟                             | Guy Berryman Jonny Buckland Will Champion Chris Martin                                                                 | Coldplay                 | 3:56              |
| 2.                | „Silhouettes‟                       | Ragnar Þórhallsson Nanna Bryndís Hilmarsdóttir Arnar Rósenkranz Hilmarsson Kristján Páll Kristjánsson Brynjar Leifsson | Of Monsters and Men      | 4:31              |
| 3.                | „Elastic Heart‟                     | Sia Furler Thomas Wesley Pentz Andrew Swanson Abel Tesfaye                                                             | Sia z The Weeknd & Diplo | 4:17              |
| 4.                | „Lean‟                              | Matt Berninger Aaron Dessner                                                                                           | The National             | 4:31              |
| 5.                | „We Remain‟                         | Ryan Tedder Brent Kutzle Mikky Ekko                                                                                    | Christina Aguilera       | 4:00              |
| 6.                | „Devil May Cry‟                     | Abel Tesfaye Jason Quenneville                                                                                         | The Weeknd               | 5:23              |
| 7.                | „Who We Are‟                        | Alex da Kid Imagine Dragons Josh Mosser                                                                                | Imagine Dragons          | 4:09              |
| 8.                | „Everybody Wants to Rule the World‟ | Ian Stanley Roland Orzabal Chris Hughes                                                                                | Lorde                    | 2:35              |
| 9.                | „Gale Song‟                         | Wesley Schultz Jeremiah Fraites Neyla Pekarek                                                                          | The Lumineers            | 3:05              |
| 10.               | „Mirror‟                            | Ellie Goulding Mathieu Jomphe                                                                                          | Ellie Goulding           | 4:21              |
| 11.               | „Capitol Letter‟                    | Patti Smith | Patti Smith              | 3:33              |
| 12.               | „Shooting Arrows at the Sky‟        | Santi White Rick Nowels                                                                                                | Santigold                | 3:37              |

| Deluxe izdaja | Deluxe izdaja   | Deluxe izdaja                      | Deluxe izdaja           | Deluxe izdaja |
| Št.           | Naslov          | Pisec                              | Izvajalec               | Dolžina       |
| ------------- | --------------- | ---------------------------------- | ----------------------- | ------------- |
| 13.           | „Place for Us‟  | Mikky Ekko, Ammar Malik, Nick Ruth | Mikky Ekko              | 3:31          |
| 14.           | „Lights‟        | Josh Carter, Sarah Barthel         | Phantogram              | 3:45          |
| 15.           | „Angel on Fire‟ | Antony Hegarty                     | Antony and the Johnsons | 3:47          |

| Nemško/Avstrijska bonus skladbe | Nemško/Avstrijska bonus skladbe | Nemško/Avstrijska bonus skladbe | Nemško/Avstrijska bonus skladbe |
| Št.                             | Naslov                          | Izvajalec                       | Dolžina                         |
| ------------------------------- | ------------------------------- | ------------------------------- | ------------------------------- |
| 16.                             | „Again‟                         | Abby                            |                                 |

### Pesmi v filmu
Oktobra 2012 je skladatelj James Newton Howard potrdil, da se bo vrnil na snemanje glasbe za film. Posnet album je izšel 25. novembra 2013.
| Št.             | Naslov                        | Dolžina |
| --------------- | ----------------------------- | ------- |
| 1.              | „Katniss‟                     | 1:42    |
| 2.              | „I Had to Do That‟            | 2:22    |
| 3.              | „We Have Visitors‟            | 3:01    |
| 4.              | „Just Friends‟                | 1:29    |
| 5.              | „Mockingjay Graffiti‟         | 1:44    |
| 6.              | „The Tour‟                    | 5:56    |
| 7.              | „Daffodil Waltz‟              | 0:26    |
| 8.              | „Waltz in A (Op. 39, No. 15)‟ | 0:43    |
| 9.              | „Fireworks‟                   | 3:05    |
| 10.             | „Horn of Plenty‟              | 0:36    |
| 11.             | „Peacekeepers‟                | 5:55    |
| 12.             | „Prim‟                        | 2:08    |
| 13.             | „A Quarter Quell‟             | 2:05    |
| 14.             | „Katniss is Chosen‟           | 3:18    |
| 15.             | „Introducing the Tributes‟    | 1:29    |
| 16.             | „There's Always a Flaw‟       | 1:48    |
| 17.             | „Bow and Arrow‟               | 1:07    |
| 18.             | „We're a Team‟                | 1:52    |
| 19.             | „Let's Start‟                 | 2:02    |
| 20.             | „The Games Begin‟             | 4:43    |
| 21.             | „Peeta's Heart Stops‟         | 2:10    |
| 22.             | „Treetops‟                    | 1:22    |
| 23.             | „The Fog‟                     | 4:58    |
| 24.             | „Monkey Mutts‟                | 4:44    |
| 25.             | „Jabberjays‟                  | 1:33    |
| 26.             | „I Need You‟                  | 3:57    |
| 27.             | „Broken Wire‟                 | 3:53    |
| 28.             | „Arena Crumbles‟              | 1:43    |
| 29.             | „Good Morning Sweetheart‟     | 3:07    |
| Skupna dolžina: | Skupna dolžina:               | 1:14:58 |

## Nadaljevanje
Julija 2012 so bili napovedani datumi za dva filma, na podlagi zadnje knjige Upor. Igre lakote: Upor, 1. del je bil izdan 21. novembra 2014 in Igre lakote: Upor, 2. del bo izdan 20. novembra 2015. Snemanje dvodelnega filma se je začelo 23. septembra 2013 v Atlanti in končalo 20. junija 2014 v Berlinu, Nemčiji.

## Nagrade in nominacije
| Leto | Nagrada                         | Kategorija                                           | Nominiranec                                                         | Osvojeno?         |
| ---- | ------------------------------- | ---------------------------------------------------- | ------------------------------------------------------------------- | ----------------- |
| 2013 | Golden Trailer Awards           | Najboljši akcijski poster                            | Poster                                                              | Ne                |
| 2013 | Golden Trailer Awards           | Najboljši neodvisni poster                           | Poster                                                              | Ne                |
| 2013 | Hollywood Film Awards           | Najboljša pesem                                      | Atlas                                                               | Da                |
| 2013 | San Diego Film Critics Society  | Najboljša stranska igralka                           | Elizabeth Banks                                                     | Ne                |
| 2013 | San Diego Film Critics Society  | Najboljša montaža                                    | Alan Edward Bell                                                    | Ne                |
| 2014 | Grammy Awards                   | Najboljša pesem napisana za vizualne medije          | Atlas                                                               | Ne                |
| 2014 | Golden Globe Awards             | Najboljša originalna pesem                           | Atlas                                                               | Ne                |
| 2014 | Critics' Choice Movie Awards    | Najboljši akcijski film                              | Igralna zasedba                                                     | Ne                |
| 2014 | Critics' Choice Movie Awards    | Najboljša igralka v akcijskem filmu                  | Jennifer Lawrence                                                   | Ne                |
| 2014 | Critics' Choice Movie Awards    | Najboljša pesem                                      | "Atlas"                                                             | Ne                |
| 2014 | IGN's Best of 2013 Movie Awards | Najboljši film                                       | Igralna zasedba                                                     | Ne                |
| 2014 | IGN's Best of 2013 Movie Awards | Najboljši znanstvenofantastični film                 | Igralna zasedba                                                     | Ne                |
| 2014 | IGN's Best of 2013 Movie Awards | Najboljši filmski poster                             | IMAX poster                                                         | Ne                |
| 2014 | People's Choice Awards          | Najljubši film konec leta                            | Igralna zasedba                                                     | Da                |
| 2014 | Kids' Choice Awards             | Najljubši film                                       | Igralna zasedba                                                     | Da                |
| 2014 | Kids' Choice Awards             | Najljubša filmska igralka                            | Jennifer Lawrence                                                   | Da                |
| 2014 | Kids' Choice Awards             | Najljubša ženska "Buttkickerka"                      | Jennifer Lawrence                                                   | Da                |
| 2014 | Kids' Choice Awards             | Jena Malone                                          | Ne                                                                  |                   |
| 2014 | Empire Awards                   | Najboljši film                                       | Ne                                                                  | Igralna zasedba   |
| 2014 | Empire Awards                   | Najboljši triler                                     | Da                                                                  | Igralna zasedba   |
| 2014 | Empire Awards                   | Najboljša znanstvena fantastika/fantazija            | Ne                                                                  | Igralna zasedba   |
| 2014 | Empire Awards                   | Najboljša igralka                                    | Ne                                                                  | Jennifer Lawrence |
| 2014 | Empire Awards                   | Najboljši stranski igralec                           | Ne                                                                  | Sam Claflin       |
| 2014 | MTV Movie Awards                | Film leta                                            | Igralna zasedba'                                                    | Da                |
| 2014 | MTV Movie Awards                | Najboljši moški nastop                               | Josh Hutcherson                                                     | Da                |
| 2014 | MTV Movie Awards                | Najboljši ženski nastop                              | Jennifer Lawrence                                                   | Da                |
| 2014 | MTV Movie Awards                | Najboljši nastop brez majice                         | Sam Claflin                                                         | Ne                |
| 2014 | MTV Movie Awards                | Najboljši pretep                                     | Jennifer Lawrence, Josh Hutcherson & Sam Claflin vs. mutirane opice | Ne                |
| 2014 | MTV Movie Awards                | Najboljši zlikovec                                   | Donald Sutherland                                                   | Ne                |
| 2014 | MTV Movie Awards                | Najboljša preobrazba na zaslonu                      | Elizabeth Banks                                                     | Ne                |
| 2014 | MTV Movie Awards                | Najljubši lik                                        | Katniss Everdeen                                                    | Ne                |
| 2014 | Golden Trailer Awards           | Najboljši akcijski napovednik                        | Svetovni dogodek                                                    | Da                |
| 2014 | Golden Trailer Awards           | Najboljši pustolovski fantazijski napovednik         | Uradni gledališki napovednik                                        | Ne                |
| 2014 | Golden Trailer Awards           | Najboljša originalna pesem                           | Končni napovednik                                                   | Da                |
| 2014 | Golden Trailer Awards           | Najboljša televizijska pesem                         | "Let it Fly"                                                        | Ne                |
| 2014 | Golden Trailer Awards           | Najboljša fantazijska/pustolovska televizijska pesem | "Atlas"                                                             | Ne                |
| 2014 | Golden Trailer Awards           | Najboljša romantična televizijska pesem              | "We Remain"                                                         | Ne                |
| 2014 | Golden Trailer Awards           | Najboljši akcijski poster                            | Poster                                                              | Da                |
| 2014 | Golden Trailer Awards           | Najboljši dramski poster                             | Poster                                                              | Ne                |
| 2014 | Golden Trailer Awards           | Najboljši divji prispevki                            | Zunanji interaktivni oglas                                          | Da                |
| 2014 | Golden Trailer Awards           | Najboljši Standee za celovečerni igrani film         | Standee                                                             | Ne                |
| 2014 | Saturn Awards                   | Najboljši znanstvenofantastični film                 | Igralna zasedba                                                     | Ne                |
| 2014 | Saturn Awards                   | Najboljši direktor                                   | Francis Lawrence                                                    | Ne                |
| 2014 | Saturn Awards                   | Najboljša igralka                                    | Jennifer Lawrence                                                   | Ne                |
| 2014 | Saturn Awards                   | Najboljša stranska igralka                           | Jena Malone                                                         | Ne                |
| 2014 | Saturn Awards                   | Najboljša scenografija                               | Philip Messina                                                      | Ne                |
| 2014 | Saturn Awards                   | Najboljša montaža                                    | Alan Edward Bell                                                    | Ne                |
| 2014 | Saturn Awards                   | Najboljša kostumografija                             | Trish Summerville                                                   | Da                |
| 2014 | Teen Choice Awards              | Izbira filma: znanstvena fantastika/fantazija        | Igralna zasedba                                                     | Da                |
| 2014 | Teen Choice Awards              | Izbira igralke: znanstvena fantastika/fantazija      | Jennifer Lawrence                                                   | Da                |
| 2014 | Teen Choice Awards              | Izbira igralca: znanstvena fantastika/fantazija      | Liam Hemsworth                                                      | Ne                |
| 2014 | Teen Choice Awards              | Izbira igralca: znanstvena fantastika/fantazija      | Josh Hutcherson                                                     | Da                |
| 2014 | Teen Choice Awards              | Izbira zlikovca                                      | Donald Sutherland                                                   | Da                |
| 2014 | Teen Choice Awards              | Izbira tatu scene                                    | Sam Claflin                                                         | Ne                |
| 2014 | Teen Choice Awards              | Izbira poljuba                                       | Jennifer Lawrence & Josh Hutcherson                                 | Ne                |